# کریستی هیومی
کریستی هیومی (به انگلیسی: Kirsty Hume) (زاده ۴ سپتامبر ۱۹۷۶) مدل اسکاتلندی است.